# Alejandra Gavidia
Maria Alejandra García Gavidia (sinh ngày 12 tháng 4 năm 1996) là một người mẫu, cô là người chiến thắng của cuộc thi Hoa hậu Hoàn vũ 2021 El Salvador. Cô là đại diện El Salvador tại cuộc thi Hoa hậu Hoàn vũ 2021 ở Eilat, Israel nhưng lại không lọt vào top16 chung cuộc.

## Tiểu sử
Gavidia sinh ra tại San Salvador ngày 12 tháng 4 năm 1996. Cô có bằng cử nhân về quản lý công và chính phủ và bằng thạc sĩ về tư vấn hình ảnh và tư vấn chính trị. Cô thông thạo tiếng Anh, tiếng Pháp và tiếng Bồ Đào Nha.

## Các cuộc thi sắc đẹp

### Hoa hậu Hoàn vũ El Salvador 2021
Gavidia bắt đầu sự nghiệp của mình trong các cuộc thi sắc đẹp, cô đã đại diện cho bộ phận của San Salvador trong cuộc thi Hoa hậu Hoàn vũ El Salvador 2021 tại khách sạn Crowne Plaza San Salvador ở San Salvador, nơi cô đã vượt qua 7 ứng cử viên khác và trở thành người chiến thắng của cuộc thi Hoa hậu Hoàn vũ El Salvador 2021.

### Hoa hậu Hoàn vũ 2021
Với tư cách là Hoa hậu Hoàn vũ El Salvador 2021, Gavidiađại diện cho El Salvador tại cuộc thi Hoa hậu Hoàn vũ 2021 ở Eilat, Israel, tuy nhiên cô lại không thể lọt vào top16 chung cuộc. Trong phần thi National Costume thuộc khuôn khổ cuộc thi, cô để lại nhiều ấn tượng và xúc động mạnh tới khán giả với bộ trang phục nói lên thông điệp "Hãy bảo vệ phụ nữ khỏi bạo lực" do tình trạng này thường xuyên xảy ra tại đất nước của cô.